# Франклін (округ, Індіана)
Шаблон:StateAbbr_ 39°25′ пн. ш. 85°04′ зх. д. / 39.42° пн. ш. 85.06° зх. д.
Округ Франклін (англ. Franklin County) — округ (графство) у штаті Індіана, США. Ідентифікатор округу 18047.

## Історія
Округ утворений 1811 року.

## Демографія
За даними перепису
2000 року
загальне населення округу становило 22151 осіб, зокрема міського населення було 4577, а сільського — 17574.
Серед мешканців округу чоловіків було 11058, а жінок — 11093. В окрузі було 7868 домогосподарств, 6130 родин, які мешкали в 8596 будинках.
Середній розмір родини становив 3,17.
Віковий розподіл населення поданий у таблиці:
| Стать    | До 15 років | 15-21 | 22-29 | 30-39 | 40-49 | 50-65 | 65-85 | Понад 85 |
| -------- | ----------- | ----- | ----- | ----- | ----- | ----- | ----- | -------- |
| Чоловіки | 2656        | 1078  | 1027  | 1688  | 1761  | 1680  | 1074  | 94       |
| Жінки    | 2497        | 1027  | 959   | 1639  | 1670  | 1699  | 1354  | 248      |

## Суміжні округи
- Файєтт — північ
- Юніон — північний схід
- Батлер, Огайо — схід
- Гамільтон, Огайо — південний схід
- Дірборн — південь
- Ріплі — південний захід
- Декатур — захід
- Раш — північний захід

## Виноски
1. ↑  U.S. Decennial Census. United States Census Bureau. Архів оригіналу за 26 квітня 2015. Процитовано 10 липня 2014.
2. ↑  Historical Census Browser. University of Virginia Library. Архів оригіналу за 11 серпня 2012. Процитовано 10 липня 2014.
3. ↑  Population of Counties by Decennial Census: 1900 to 1990. United States Census Bureau. Процитовано 10 липня 2014.
4. ↑  Census 2000 PHC-T-4. Ranking Tables for Counties: 1990 and 2000 (PDF). United States Census Bureau. Процитовано 10 липня 2014.
5. ↑  Franklin County QuickFacts. Бюро перепису населення США. Архів оригіналу за 7 червня 2011. Процитовано 17 вересня 2011. [Архівовано 2011-06-07 у Wayback Machine.](англ.) Наведено за англійською вікіпедією.
6. ↑  American FactFinder. Бюро перепису населення США. Архів оригіналу за 26 лютого 2012. Процитовано 31 січня 2008. [Архівовано 2008-05-21 у Wayback Machine.]

| США | Це незавершена стаття з географії США. Ви можете допомогти проєкту, виправивши або дописавши її. |